# Xavi Israel
Xavi J. Israel (* 1978 oder 1979) ist ein US-amerikanischer Schauspieler und Stuntman.

## Leben
Ab Mitte der 2010er Jahre erfolgten erste Tätigkeiten als Schauspieler und Stuntman in Fernseh- und Filmproduktionen. Er spielte wiederholt in Filmproduktionen von The Asylum mit. So übernahm er 2018 die Hauptrollen im Film Attack from the Atlantic Rim 2 – Metal vs. Monster als Russo und in Alien Predator: Hunting Season als Adrian. 2020 übernahm er in Airliner Sky Battle die Rolle des Captain Elliott. 2021 stellte er in zehn Episoden der Fernsehserie Nova Vita einen Gefängniswärter dar.

## Filmografie (Auswahl)

### Schauspiel
- 2014: Draw the Line
- 2015: Almost 30 (Fernsehserie, Episode 1x04)
- 2015: Bones – Die Knochenjägerin (Bones, Fernsehserie, Episode 10x19)
- 2015: Sins of Identity (Kurzfilm)
- 2015: The Hunters: Betrayal (Kurzfilm)
- 2015: Hunter: Vampire Killer – The Pitch (Kurzfilm)
- 2017: Highway 10 nach San Bernandino (Take the 10)
- 2017: MIx (Fernsehserie)
- 2017: Swimming with Sharks (Kurzfilm)
- 2017: Halloween Pussy Trap Kill Kill
- 2018: Attack from the Atlantic Rim 2 – Metal vs. Monster (Atlantic Rim: Resurrection)
- 2018: Alien Predator: Hunting Season
- 2018: The Last Ship (Fernsehserie, Episode 5x03)
- 2019: S.W.A.T. (Fernsehserie, Episode 2x11)
- 2019: Smothered (Fernsehserie, Episode 1x07)
- 2020: Airliner Sky Battle
- 2020: His Instrument
- 2021: Nova Vita (Fernsehserie, 10 Episoden)
- 2021: Neuro (Kurzfilm)
- 2022: The Wrong Tenant
- 2022: An Unexpected Reunion (Kurzfilm)

### Stunts
- 2015: Bones – Die Knochenjägerin (Bones, Fernsehserie, Episode 10x19)
- 2015: The Hunters: Betrayal (Kurzfilm)
- 2017: Highway 10 nach San Bernandino (Take the 10)
- 2017: Chicago Fire (Fernsehserie, Episode 5x20)
- 2017: Chicago P.D. (Fernsehserie, Episode 5x02)
- 2019: Smothered (Fernsehserie, Episode 1x01)